# Kurt Schuschnigg
Kurt Alois Josef Johann Schuschnigg (n. 15 decembrie 1897, Riva del Garda, Comitatul Princiar Tirol, Austro-Ungaria – d. 18 noiembrie 1977, Mutters⁠(d), Tirol, Austria) a fost un politician austriac și cancelarul Statului Federal al Austriei de la asasinarea din 1934 a predecesorului său, Engelbert Dollfuss, până la Anschluss-ul din 1938 cu Germania Nazistă. Deși Schuschnigg a acceptat că Austria este un "stat german" și că austriecii sunt germani, el s-a opus dorinței lui Hitler de a anexa Austria în cel de-al Treilea Reich și a dorit ca țara să rămână independentă.
După ce eforturile lui Schuschnigg de a menține Austria independentă au eșuat, a demisionat din funcție. A fost arestat după Anschluss, ținut în izolare și ulterior deținut în diferite lagăre de concentrare. A fost eliberat în 1945 de Armata Statelor Unite și a petrecut aproape 20 de ani ca profesor în Statele Unite.

## Biografia

### Tinerețea
Schuschnigg s-a născut în Reiff am Gartsee (astăzi Riva del Garda) în statul Tirol din Imperiul Austro-Ungar (astăzi în Trentino, Italia) ca fiul Annei și al lui Artur von Schuschnigg, un general austriac și membru al unei familii cu tradiție în domeniul militar de origine slovenă.
A fost educat la Școala Iezuită Stella Matutina din Feldkirch, Voralberg. În timpul Primului Război Mondial a fost luat prizonier pe Frontul din Italia și ținut captiv până în septembrie 1919. După război a studiat dreptul la Universitatea din Freiburg și apoi la Universitatea din Innsbruck. După ce a absolvit în 1922, a lucrat în Innsbruck ca avocat.

### Cariera politică

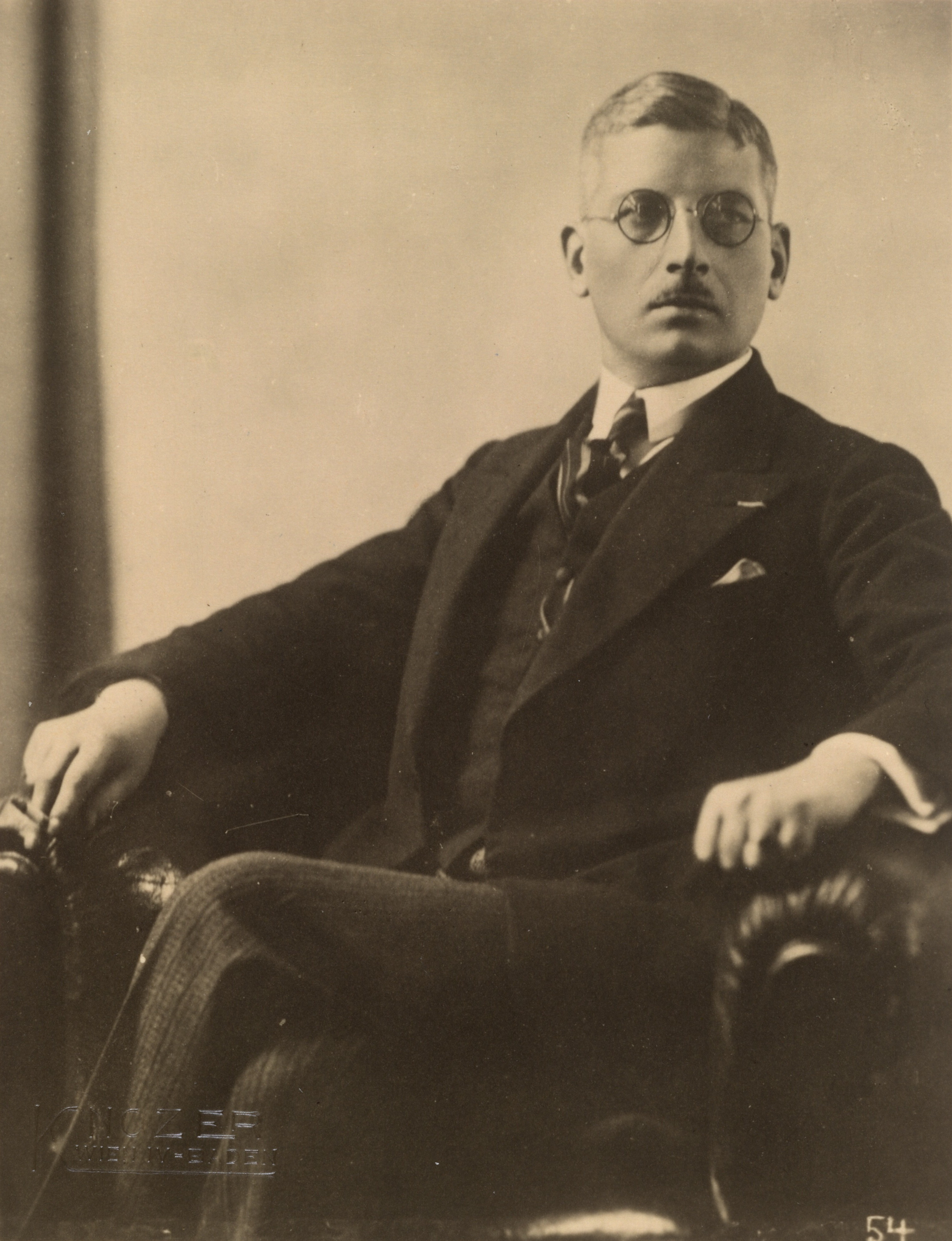
Kurt Schuschnigg în 1923

Schuschnigg a devenit membru al Partidului Creștin Social iar în 1927 a fost ales în Consiliul Național, devenind cel mai tânăr deputat în parlamentul austriac. Suspicios față de organizația paramilitară Heimwehr, a înființat forțele catolice Ostmärkische Sturmscharen în 1930.
Pe 29 ianuarie 1932 cancelarul Creștin Social Karl Buresch l-a numit pe Schuschnigg Ministrul Justiției, post pe care l-a păstrat și în cabinetul succesorului lui Buresch, Engelbert Dollfuss. De asemenea, a servit și ca Ministru al Educației începând cu 24 mai 1933. Ca ministru al justiției, a fost un susținător al desființării sistemului parlamentar și a reinstituit pedeapsa capitală. În martie 1933, el și cancelarul Dollfuss au dizolvat parlamentul. După Războiul Civil Austriac din 1934, a susținut executarea câtorva insurgenți, primind reputația de "asasin al muncitorilor".
Pe 1 mai 1934, Dolfuss a proclamat Statul Federal al Austriei, un stat autoritar. După ce Dolfuss a fost asasinat de nazistul Otto Planetta, Schuschnigg a fost numit cancelar pe 29 iulie. La fel ca și Dolfuss, Schuschnigg a condus prin decrete. Deși conducerea sa a fost mai permisivă decât cea a lui Dolfuss, politicile sale austrofasciste nu erau cu mult diferite față de cele ale predecesorului său. A reușit să țină sub control economia unui stat aflat în pragul falimentului și să mențină legea și ordinea într-un stat care nu avea voie să aibă o armată mai mare de 30.000 de trupe, conform prevederilor Tratatului de la Saint-Germain-en-Laye din 1919. În același timp, a reușit să colaboreze cu forțele paramilitare ale Austriei, care nu ofereau supunere statului, ci diferitelor partide politice rivale. De asemenea, privea cu atenție ascensiunea naziștilor austrieci, care sprijineau ambițiile lui Adolf Hitler de a anexa Austria ca parte a Germaniei Naziste. Principala sa grijă politică era să mențină independența Austriei în cadrul granițelor stabilite prin Tratatul de la Saint Germain, politică ce a eșuat în cele din urmă.
John Gunther a scris în 1936 despre Schuschnigg: "Nu ar fi exagerat să spunem că acum este în mare parte un prizonier al italienilor - dacă germanii nu pun mâna pe el săptămâna viitoare". Politica sa de a contrabalansa amenințarea germană prin alinierea cu Regatul Italiei condus de Benito Mussolini și cu Regatul Ungariei a fost sortită eșecului după ce Mussolini a cerut sprijinul lui Hitler în cel de-al Doilea Război Italo-Etiopian și a lăsat Austria sub presiunea tot mai mare a Germaniei, aflată în plin proces de reînarmare. Schuschnigg a adoptat o politică de conciliere față de Hitler și a numit Austria "statul german mai bun", dar a încercat din răsputeri să păstreze independența Austriei. În iulie 1936 a semnat Acordul Austro-German care, printre alte concesii, permitea eliberarea din închisoare a insurgenților Puciului din Iulie și includerea politicienilor naziști Edmund Glaise-Horstenau și Guido Schmidt în cabinetul austriac. Partidul Nazist a rămas interzis. Totuși, naziștii austrieci au câștigat teren iar relațiile dintre cele două state s-au deteriorat și mai mult. Ca reacție la amenințările lui Hitler de a exercita o influență asupra politicilor Austriei, Schuschnigg a declarat public în ianuarie 1938:
Nici nu se pune problema să acceptăm vreodată naziști în cabinetul austriac. Un abis absolut separă Austria de nazism... Respingem uniformitatea și centralizarea... Creștinismul este ancorat în propriul nostru pământ și nu cunoaștem decât un singur Dumnezeu: iar acela nu este Statul, nici Națiunea, nici acea chestie înșelătoare, Rasa.

### Anschluss

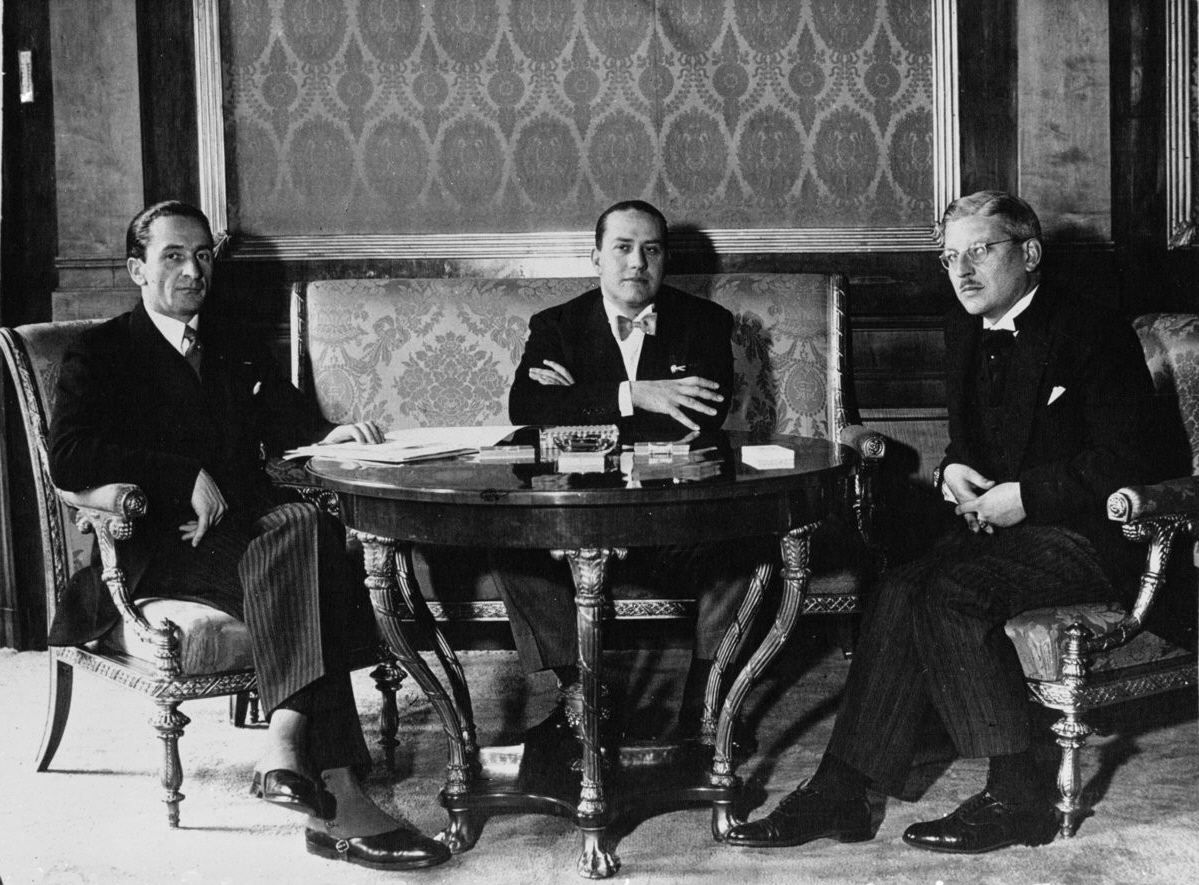
Schuschnigg împreună cu ministrul austriac de externe Guido Schmidt (stânga) și ministrul italian de externe Galeazzo Ciano (centru).

Pe 12 februarie 1938 Schuschnigg s-a întâlnit cu Hitler la reședința sa Berghof într-o încercare de remediere a relațiilor tot mai tensionate dintre cele două țări. Spre surprinderea lui Schuschnigg, Hitler i-a prezentat o serie de cerințe care erau practic un ultimatum, cerând efectiv predarea puterii către naziștii austrieci. Termenii înțelegerii prevedeau, printre altele:
- Numirea simpatizantului nazist Arthur Seyss-Inquart în funcția de Ministrul Apărării, care controla poliția
- Pro-nazistul Hans Fischböck să fie numit Ministrul Finanțelor, pentru a pregăti uniunea economică dintre Germania și Austria
- Un schimb de 100 de ofițeri între armatele Austriei și Germaniei
- Toți prizonierii naziști să fie eliberați și grațiați

La schimb, Hitler va reafirma public tratatul din 11 iulie 1936 și suveranitatea națională a Austriei. "Fuhrer-ul era abuziv și amenințător, iar Schuschnigg a fost pus în fața unor cerințe exagerate". Conform lui Schuschnigg, el a fost presat să semneze "înțelegerea" înainte de a pleca de la Berchtesgaden.
Președintele Austriei, Wilhelm Miklas, a fost reticent în aplicarea înțelegerii, dar până la urmă a acceptat. Apoi el, Schuschnigg și alți câțiva membri ai cabinetului au luat în considerare trei opțiuni:
1. Demisia Cancelarului iar Președintele să numească un nou Cancelar care să formeze un nou guvern, care să nu fie legat de înțelegerea de la Berchtesgaden.
2. Înțelegerea de la Berchtesgaden să fie pusă în aplicare sub un nou Cancelar.
3. Înțelegerea să fie aplicată iar Schuschnigg să rămână în funcție.

În cele din urmă, s-a optat pentru a treia variantă.
În ziua următoare, pe 14 februarie, Schuschnigg și-a reorganizat cabinetul, care a inclus membri din toate partidele politice. Hitler a numit imediat un nou Gauleiter pentru Austria, un ofițer militar nazist austriac care tocmai a fost eliberat din închisoare conform termenilor înțelegerii de la Berchtesgaden.
Pe 20 februarie Hitler a susținut un discurs în Reichstag care a fost transmis în direct, inclusiv la posturile de radio din Austria. O frază cheie din discurs a fost: "Reich-ul German nu mai este dispus să tolereze suprimarea a zece milioane de germani dincolo de graniță."
În Austria, discursul a fost primit cu îngrijorare și au avut loc manifestații atât din partea pro-naziștilor, cât și a anti-naziștilor. În seara de 24 februarie, Dieta Federală a Austriei s-a întrunit într-o ședință. În discursul său, Schuschnigg a făcut referire la acordul din iulie 1936 cu Germania și a afirmat: "Austria va merge până aici și nu mai departe". Și-a încheiat discursul cu un îndemn emoțional la patriotism din partea austriecilor: "Roșu-Alb-Roșu (culorile drapelului Austriei) până la moarte!" Discursul a fost primit cu răceală de naziștii austrieci, care au început să își mobilizeze susținătorii. Știrea a ajuns pe prima pagină în The Times la Londra cu titlul "Discursul lui Schuschnigg - Naziștii sunt deranjați". Fraza "până aici și nu mai departe" a fost considerată deranjantă de presa germană.
Pentru a rezolva incertitudinea politică din țară și pentru a-l convinge pe Hitler și pe restul lumii că austriecii vor să rămână austrieci și independenți, Schuschnigg, cu aprobarea președintelui și a celorlalți lideri politici, a decis să organizeze un referendum pe 13 martie. Dar întrebarea de la referendum în care austriecii trebuiau să răspundă cu "Da" sau "Nu" a fost enunțată într-un mod controversat: "Ești în favoarea unei Austrii libere, germane, independente și sociale, creștină și unită, pentru pace și muncă, pentru egalitatea tuturor celor care se afirmă pentru popor și patrie?"
Pe lângă asta, a mai fost o altă problemă care a atras mânia naziștilor. Deși membrii partidului lui Schuschnigg (Frontul pentru Patrie) puteau vota la orice vârstă, toți ceilalți austrieci cu vârsta sub 24 de ani aveau să fie excluși conform unei clauze din Constituția Austriei. Asta ar împiedica votul majorității simpatizanților naziști din Austria, deoarece mișcarea era populară mai ales în rândul tinerilor. 
Știind că se află în cumpănă, Schuschnigg a purtat discuții cu liderii Social Democraților și a fost de acord să legalizeze partidul lor și sindicatele lor în schimbul sprijinului la referendum.
Reacția germană la anunț a fost imediată. Hitler a insistat inițial ca referendumul să fie anulat. Când Schuschnigg a acceptat cu reticiență anularea, Hitler i-a cerut demisia și a insistat ca Seyss-Inquart să fie numit succesorul său. Președintele Miklas nu a fost de acord cu această ultimă cerere, dar în cele din urmă a cedat, sub presiunea amenințării unei intervenții militare. Schuschnigg și-a depus demisia pe 11 martie iar Seyss-Inquart a fost numit cancelar, dar asta nu a schimbat nimic. Trupele germane au pătruns în Austria și au fost întâmpinați peste tot cu urale de populație. În dimineața următoare, corespondentul Daily Mail l-a întrebat pe noul cancelar, Seyss-Inquart, cum s-au petrecut aceste evenimente. Seyss-Inquart a răspuns: "Referendumul care a fost stabilit pentru mâine a fost o încălcare a înțelegerii pe care Dr. Schuschnigg a făcut-o cu Herr Hitler la Berchtesgaden, prin care a promis libertate politică pentru național socialiștii din Austria". Pe 12 martie 1938 Schuschnigg a fost arestat și plasat în arest la domiciliu.

### Închisoare și lagăr de concentrare
După ce a fost inițial plasat în arest la domiciliu prin izolare la sediul Gestapo, Schuschnigg și-a petrecut restul războiului la Sachsenhausen și apoi la Dachau. La sfârșitul lunii aprilie 1945 Schuschnigg, împreună cu alți deținuți importanți, a fost transferat de la Dachau în Tirolul de Sud unde gardienii SS au abandonat prizonierii în mâinile ofițerilor din Wehrmacht, care i-au eliberat. Au fost predați trupelor americane pe 4 mai 1945. De acolo, Schuschnigg și familia sa au fost transportați pe insula Capri din Italia înainte de a fi eliberați.

### Sfârșitul vieții
În 1947 Schuschnigg a emigrat împreună cu familia sa în Statele Unite, unde a lucrat ca profesor de științe politice la Universitatea din Saint Louis din 1948 până în 1967. În 1956, familia Schuschnigg a primit cetățenia americană.
În 1968 Schuschnigg a revenit în Austria, dar a rămas inactiv politic. Începând cu 1963 a primit o pensie politică de la statul austriac, acumulată în perioada în care a servit ca Ministru de Justiție și Cancelar.
Prima soție a lui Schuschnigg a decedat într-un accident de mașină pe 13 iunie 1935. În 1938 Schuschnigg s-a căsătorit cu a doua sa soție, Vera Fugger von Babenhausen. Cei doi au fost căsătoriți până la moartea ei în 1959.
Schuschnigg a decedat pe 18 noiembrie 1977 în Mutters, Tirol.

## Lucrări
- Austria mea (1937
- Recviemul austriac (1946)
- Legea internațională (1959)
- Preluarea brutală (1969)

În limba germană
- Dreimal Österreich. Verlag Thomas Hegner, Viena 1937.
- Ein Requiem in Rot-Weiß-Rot. Aufzeichnungen des Häftlings Dr. Auster. Amstutz, Zürich 1946.
- Österreich. Eine historische Schau. Verlag Thomas Morus, Sarnen 1946.
- Im Kampf gegen Hitler. Die Überwindung der Anschlußidee. Amalthea, Viena 1988, ISBN: 3-85002-256-0.
- Dieter A. Binder (Hrsg.): Sofort vernichten. Die vertraulichen Briefe Kurt und Vera von Schuschnigg 1938–1945. Amalthea, Viena 1997, ISBN: 3-85002-393-1.